# Cán cân thanh toán
Cán cân thanh toán, hay cán cân thanh toán quốc tế, ghi chép những giao dịch kinh tế của một quốc gia với phần còn lại của thế giới trong một thời kỳ nhất định. Những giao dịch này có thể được tiến hành bởi các cá nhân, các doanh nghiệp cư trú trong nước hay chính phủ của quốc gia đó. Đối tượng giao dịch bao gồm các loại hàng hóa, dịch vụ, tài sản thực, tài sản tài chính, và một số chuyển khoản. Thời kỳ xem xét có thể là một tháng, một quý, song thường là một năm. Những giao dịch đòi hỏi sự thanh toán từ phía người cư trú trong nước tới người cư trú ngoài nước được ghi vào bên tài sản nợ. Các giao dịch đòi hỏi sự thanh toán từ phía người cư trú ở ngoài nước cho người cư trú ở trong nước được ghi vào bên tài sản có.

## Các thành phần của cán cân thanh toán
Theo quy tắc mới về biên soạn biểu cán cân thanh toán do IMF đề ra năm 1993, cán cân thanh toán của một quốc gia bao gồm bốn thành phần sau.

### Tài khoản vãng lai
Xem bài chính về Tài khoản vãng lai
Tài khoản vãng lai ghi lại các giao dịch về hàng hóa, dịch vụ và một số chuyển khoản.

### Tài khoản vốn
Xem bài chính về Tài khoản vốn
Tài khoản vốn ghi lại các giao dịch về tài sản thực và tài sản tài chính.

### Thay đổi trong dự trữ ngoại hối nhà nước
Xem bài chính về Dự trữ ngoại hối nhà nước
Mức tăng hay giảm trong dự trữ ngoại hối của ngân hàng trung ương. Do tổng của tài khoản vãng lai và tài khoản vốn bằng 0 và do mục sai số nhỏ, nên gần như tăng giảm cán cân thanh toán là do tăng giảm dự trữ ngoại hối tạo nên.

### Mục sai số
Do khó có thể ghi chép đầy đủ toàn bộ các giao dịch trong thực tế, nên giữa phần ghi chép được và thực tế có thể có những khoảng cách. Khoảng cách này được ghi trong cán cân thanh toán như là mục sai số.

## Khủng hoảng cán cân thanh toán
Xem bài chính về Khủng hoảng cán cân thanh toán
Khủng hoảng cán cân thanh toán xảy ra khi nhà đầu cơ mua hết tài sản của chính phủ trong dự trữ ngoại hối.